# Tayla Parx
Taylor Monét Parks (nacida el 16 de septiembre de 1993), conocida profesionalmente como Tayla Parx, es una cantante, compositora y actriz estadounidense.

## Carrera profesional
Tayla interpretó el papel de Little Inez en la película musical de 2007 Hairspray. También ha aparecido en las series de televisión Gilmore Girls, Everybody Hates Chris, Carpoolers, Bones, Victorious, y tuvo un papel recurrente en la comedia de situación de Nickelodeon True Jackson, VP protagonizada por Keke Palmer. Parks también es amigo personal de Palmer.
Parks vive en Los Ángeles. Ha contribuido a álbumes de Ariana Grande, Khalid, Jennifer Lopez, BTS, Jason Derulo, Pentatonix, Mariah Carey, The Internet, Camila Cabello, Fifth Harmony y Chris Brown (que aparece en la pista «Anyway» de su álbum Royalty). Ha escrito con varios artistas / productores, incluidos Demi Lovato, Kenny "Babyface" Edmonds, LeAnn Rimes, DJ Mustard, Christina Aguilera, Usher, Rihanna, Nicki Minaj, Normani, Tyler Hubbard (de Florida Georgia Line), Meghan Trainor y Marcus & Martinus. 
Parks también ha escrito éxitos para los artistas de K-pop BTS, Red Velvet, f(x),Tao y Nayeon. También hace la actuación de voz para uno de los tipos de voz que se pueden dar a los Sims en Los Sims 4, y ha aparecido como juez en un programa de juegos basado en Sims llamado Los Sims Spark'd.
Parks firmó como compositor con Jon Platt en Warner Chappell Publishing a los 19 años.

## Vida personal
En una entrevista en el podcast LGBTQ&A, Parks dijo que se identifica como bisexual.

## Discografía

### Álbumes
| Título            | Detalles                                                                                    |
| ----------------- | ------------------------------------------------------------------------------------------- |
| We Need to Talk   | - Lanzamiento: 5 de abril de 2019 - Discográfica: Atlantic - Formato: Descarga digital      |
| Coping Mechanisms | - Lanzamiento: 20 de noviembre de 2020 - Discográfica: Atlantic - Formato: Descarga digital |

### Mixtapes
| Título     | Detalles                                                                                       |
| ---------- | ---------------------------------------------------------------------------------------------- |
| Tayla Made | - Lanzamiento: 7 de julio de 2017 - Discográfica: Atlantic - Formato: Descarga digital, Casete |

### EP
| Título       | Detalles                                                                                 |
| ------------ | ---------------------------------------------------------------------------------------- |
| A Blue State | - Lanzamiento: 2 de octubre de 2020 - Discográfica: Atlantic - Formato: Descarga digital |

### Sencillos

#### Como artista principal
| Título                             | Año  | Álbum             |
| ---------------------------------- | ---- | ----------------- |
| «Do Not Answer»                    | 2015 |                   |
| «I Love You»                       | 2016 |                   |
| «Bump That»                        | 2016 |                   |
| «Potential»                        | 2016 |                   |
| «Runaway» (con Khalid)             | 2018 |                   |
| «Me vs. Us»                        | 2018 | We Need to Talk   |
| «Slow Dancing»                     | 2018 | We Need to Talk   |
| «I Want You»                       | 2019 | We Need to Talk   |
| «Fight» (con Florida Georgia Line) | 2019 |                   |
| «Dance Alone»                      | 2020 | Coping Mechanisms |
| «Residue»                          | 2020 | Coping Mechanisms |
| «Fixerupper»                       | 2020 | Coping Mechanisms |
| «System»                           | 2020 | Coping Mechanisms |
| «Sad»                              | 2021 | Coping Mechanisms |

#### Como artista invitada
| Título                                  | Año  | Mejores posiciones en las listas | Mejores posiciones en las listas | Álbum   |
| Título                                  | Año  | EE. UU. Bub.                     | R&B/ HH Dig.                     | Álbum   |
| --------------------------------------- | ---- | -------------------------------- | -------------------------------- | ------- |
| «Anyway» (Chris Brown con Tayla Parx)   | 2015 | 7                                | 25                               | Royalty |
| «Your Eyes» (The Knocks con Tayla Parx) | 2017 | —                                | —                                | Testify |

### Apariciones en bandas sonoras
| Título                                                 | Año  | Álbum     |
| ------------------------------------------------------ | ---- | --------- |
| "You Can't Stop the Beat" (con el elenco de Hairspray) | 2007 | Hairspray |
| "Run and Tell That" (con Elijah Kelley)                | 2007 | Hairspray |

### Créditos de composición
| Título                             | Año  | Artista                                                 | Álbum                                                |
| ---------------------------------- | ---- | ------------------------------------------------------- | ---------------------------------------------------- |
| "Call Me Crazy"                    | 2013 | Sevyn Streeter                                          | Call Me Crazy, But...                                |
| "My Everything"                    | 2014 | Ariana Grande                                           | My Everything                                        |
| "All In A Day's Work"              | 2014 | Danity Kane                                             | DK3                                                  |
| "Bye Baby"                         | 2014 | Danity Kane                                             | DK3                                                  |
| "Boss"                             | 2014 | Fifth Harmony                                           | Reflection                                           |
| "So Good"                          | 2014 | Jennifer Lopez                                          | A.K.A.                                               |
| "Glass House"                      | 2014 | Luke James                                              | Luke James                                           |
| "Rick James"                       | 2014 | Keyshia Cole                                            | Point of No Return                                   |
| "Infinity"                         | 2015 | Mariah Carey                                            | Number 1 to Infinity                                 |
| "Diamond"                          | 2015 | f(x)                                                    | 4 Walls                                              |
| "Dope"                             | 2015 | Fifth Harmony                                           | 7/27                                                 |
| "Birthday"                         | 2015 | Elle Varner featuring 50 Cent                           |                                                      |
| "Love Me Down"                     | 2015 | Jason Derulo                                            | Everything is 4                                      |
| "Lie to Me"                        | 2015 | Prince Royce                                            | Double Vision                                        |
| "Paris On a Sunny Day"             | 2015 | Prince Royce                                            | Double Vision                                        |
| "Campfire"                         | 2015 | Red Velvet                                              | The Red                                              |
| "Don't U Wait No More"             | 2015 | Red Velvet                                              | The Red                                              |
| "Dumb Dumb"                        | 2015 | Red Velvet                                              | The Red                                              |
| "Just Sayin/I Tried"               | 2015 | The Internet                                            | Ego Death                                            |
| "Special Affair"                   | 2015 | The Internet                                            | Ego Death                                            |
| "Anyway"                           | 2015 | Chris Brown featuring Tayla Parx                        | Royalty                                              |
| "Ref"                              | 2015 | Pentatonix                                              | Pentatonix                                           |
| "Na Na Na"                         | 2015 | Pentatonix                                              | Pentatonix                                           |
| "Fuck Apologies"                   | 2016 | JoJo                                                    | Mad Love                                             |
| "All the Time"                     | 2016 | Chris Lane                                              | Girl Problems                                        |
| "In Common"                        | 2016 | Alicia Keys                                             | Here                                                 |
| "Set in Stone"                     | 2016 | Guy Sebastian                                           | Conscious                                            |
| "Your Eyes" (featuring Tayla Parx) | 2016 | The Knocks                                              | Testify                                              |
| "Better"                           | 2016 | Meghan Trainor                                          | Thank You                                            |
| "Woman Up"                         | 2016 | Meghan Trainor                                          | Thank You                                            |
| "Solo Yo"                          | 2017 | Sofia Reyes featuring Prince Royce                      | Louder                                               |
| "Deliver"                          | 2017 | Fifth Harmony                                           | Fifth Harmony                                        |
| "Cry Baby"                         | 2017 | Demi Lovato                                             | Tell Me You Love Me                                  |
| "Just Like You"                    | 2017 | Fergie                                                  | Double Dutchess                                      |
| "Asleep"                           | 2017 | Majid Jordan                                            | The Space Between                                    |
| "The Space Between"                | 2017 | Majid Jordan                                            | The Space Between                                    |
| "Island" (featuring Tayla Parx)    | 2017 | Eric Bellinger                                          | Eric B For President: Term 2                         |
| "Make You Mine"                    | 2017 | Emma Jensen                                             |                                                      |
| "Mic Drop"                         | 2017 | BTS featuring Desiigner                                 | Love Yourself: Her                                   |
| "Mic Jack"                         | 2017 | Big Boi featuring Adam Levine, Scar and Sleepy Brown    | Boomiverse                                           |
| "AllSheWannaDo"                    | 2017 | Travis Garland featuring Casey Veggies                  | Travis Garland                                       |
| "Motel Pool"                       | 2017 | Travis Garland featuring Casey Veggies                  | Travis Garland                                       |
| "You Made Your Bed (So Lay In It)" | 2017 | Travis Garland featuring Casey Veggies                  | Travis Garland                                       |
| "Lolita"                           | 2017 | Christina Aguilera                                      | [ 13 ]                                               |
| "Your Song"                        | 2018 | BoA featuring Junoflo                                   | One Shot, Two Shot                                   |
| "The Kids Are Alright"             | 2018 | Chloe x Halle                                           | The Kids Are Alright                                 |
| "Love Lies"                        | 2018 | Khalid, Normani                                         | Love, Simon                                          |
| "Pynk"                             | 2018 | Janelle Monáe featuring Grimes                          | Dirty Computer                                       |
| "I Like That"                      | 2018 | Janelle Monáe                                           | Dirty Computer                                       |
| "I Got the Juice"                  | 2018 | Janelle Monáe featuring Pharrell Williams               | Dirty Computer                                       |
| "Don't Judge Me"                   | 2018 | Janelle Monáe                                           | Dirty Computer                                       |
| "Accelerate"                       | 2018 | Christina Aguilera featuring 2 Chainz and Ty Dolla Sign | Liberation                                           |
| "Maria"                            | 2018 | Christina Aguilera                                      | Liberation                                           |
| "Right Moves"                      | 2018 | Christina Aguilera featuring Keida and Shenseea         | Liberation                                           |
| "Like I Do"                        | 2018 | Christina Aguilera featuring GoldLink                   | Liberation                                           |
| "Out of Your Mind"                 | 2018 | The Presets featuring Alison Wonderland                 | Hi Viz                                               |
| "High Hopes"                       | 2018 | Panic! at the Disco                                     | Pray for the Wicked                                  |
| "Invited"                          | 2018 | Marcus & Martinus                                       | Soon                                                 |
| "Tints"                            | 2018 | Anderson Paak featuring Kendrick Lamar                  | Oxnard                                               |
| "Swing"                            | 2018 | Quavo featuring Davido and Normani                      | Quavo Huncho                                         |
| "Thank U, Next"                    | 2018 | Ariana Grande                                           | Thank U, Next                                        |
| "7 Rings"                          | 2019 | Ariana Grande                                           | Thank U, Next                                        |
| "Needy"                            | 2019 | Ariana Grande                                           | Thank U, Next                                        |
| "NASA"                             | 2019 | Ariana Grande                                           | Thank U, Next                                        |
| "Make Up"                          | 2019 | Ariana Grande                                           | Thank U, Next                                        |
| "Ghostin"                          | 2019 | Ariana Grande                                           | Thank U, Next                                        |
| "Got Her Own"                      | 2019 | Ariana Grande and Victoria Monét                        | Charlie's Angels: Original Motion Picture Soundtrack |
| "Pocket Dial"                      | 2019 | Marcus & Martinus                                       | Soon                                                 |
| "Let Me Go"                        | 2019 | Marcus & Martinus                                       | Soon                                                 |
| "Coffee"                           | 2019 | Tori Kelly                                              | Inspired by True Events                              |
| "2 Places"                         | 2019 | Tori Kelly                                              | Inspired by True Events                              |
| "Honey"                            | 2020 | Kesha                                                   | High Road                                            |
| "Summer"                           | 2020 | Kesha                                                   | High Road                                            |
| "Diamonds"                         | 2020 | Megan Thee Stallion and Normani                         | Birds of Prey: The Album                             |
| "Overshare"                        | 2020 | Kelsea Ballerini                                        | Kelsea                                               |
| "Easy To Love"                     | 2020 | Fleur East                                              | Fearless                                             |
| "I'm Ready"                        | 2020 | John Legend                                             | Bigger Love                                          |
| "Take Yourself Home"               | 2020 | Troye Sivan                                             | In a Dream                                           |
| "Not a Pop Song"                   | 2020 | Little Mix                                              | Confetti                                             |
| "Sweet Melody"                     | 2020 | Little Mix                                              | Confetti                                             |
| "Shut Up"                          | 2020 | Ariana Grande                                           | Positions                                            |
| "34+35"                            | 2020 | Ariana Grande                                           | Positions                                            |
| "My Hair"                          | 2020 | Ariana Grande                                           | Positions                                            |
| "Love Language"                    | 2020 | Ariana Grande                                           | Positions                                            |
| "POV"                              | 2020 | Ariana Grande                                           | Positions                                            |
| "If It Ain't Me"                   | 2021 | Dua Lipa                                                | Future Nostalgia: The Moonlight Edition              |
| "For Ya"                           | 2021 | Paloma Mami                                             | Sueños de Dalí                                       |

## Filmografía

### Películas
| Año  | Título                                  | Papel               | Notas                                                                            |
| ---- | --------------------------------------- | ------------------- | -------------------------------------------------------------------------------- |
| 2007 | Hairspray                               | Pequeña Inez Stubbs | Ganó los premios Critic's Choice Movie Awards a la mejor interpretación conjunta |
| 2007 | Beyond the Pretty Door                  | Ángel Turner        |                                                                                  |
| 2007 | Love... & Other 4 Letter Words          | Joven tormentoso    |                                                                                  |
| 2015 | Liga de la Justicia: Dioses y monstruos | Victor Stone (voz)  | Directo a video                                                                  |

### Televisión
| Año       | Título              | Papel             | Notas                                                         |
| --------- | ------------------- | ----------------- | ------------------------------------------------------------- |
| 2006      | Gilmore Girls       | Niña cantando #3  | Temporada 6, episodio 18 The Real Paul Anka                   |
| 2006      | Todos odian a Chris | Niña # 2          | Temporada 2, episodio 1 Everybody Hates Rejection             |
| 2007      | Carpoolers          | La hija de aubrey | Temporada 1, episodio piloto The Toaster                      |
| 2009-2010 | True Jackson, VP    | Shelley           | (3 episodios)                                                 |
| 2010      | Bones               | Jill MacIntosh    | Temporada 6, episodio 8 The Twisted Bones in the Melted Truck |
| 2012      | Victorious          | Kara              | Temporada 3, episodio 6 Tori & Jade's Playdate                |
| 2020      | The Sims Spark'd    | Sí misma          | (Juez; 4 episodios)                                           |

### Videojuegos
| Año           | Título                             | Papel                |
| ------------- | ---------------------------------- | -------------------- |
| 2014-presente | Los Sims 4                         | Sim (voz)            |
| 2018-2019     | The Walking Dead: The Final Season | Alvin "AJ" Jr. (voz) |